# Lasioglossum plorator
Lasioglossum plorator är en biart som först beskrevs av Cockerell 1910.  Lasioglossum plorator ingår i släktet smalbin, och familjen vägbin. Inga underarter finns listade i Catalogue of Life.

## Bildgalleri

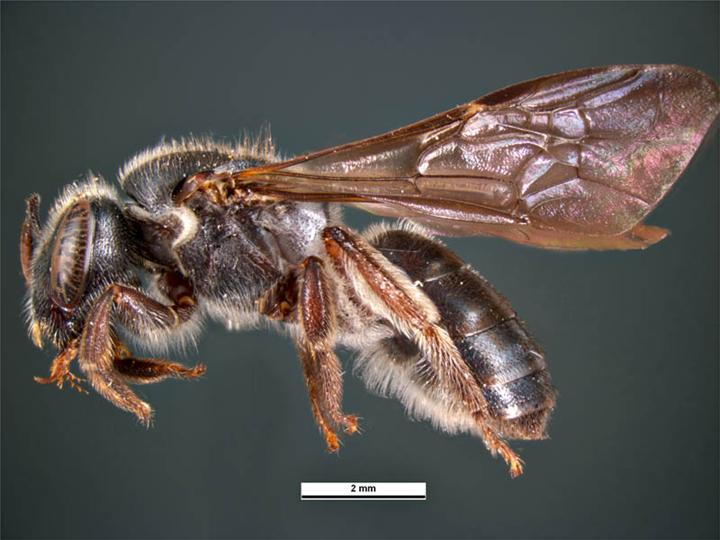
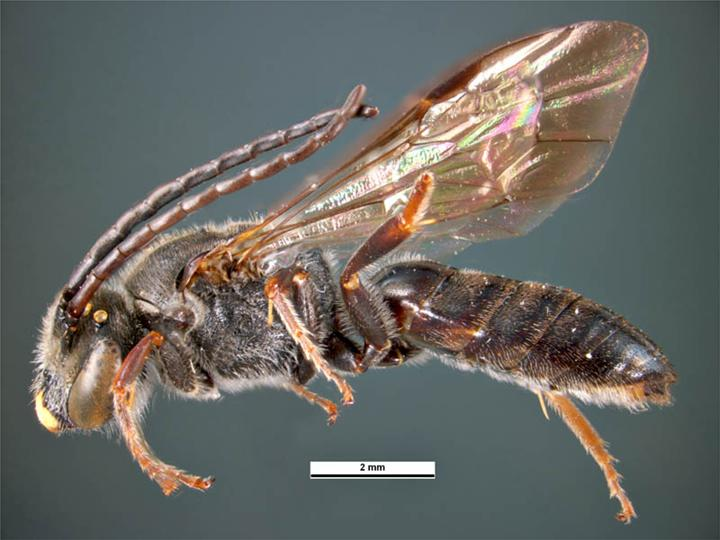